# Walid al-Muallim

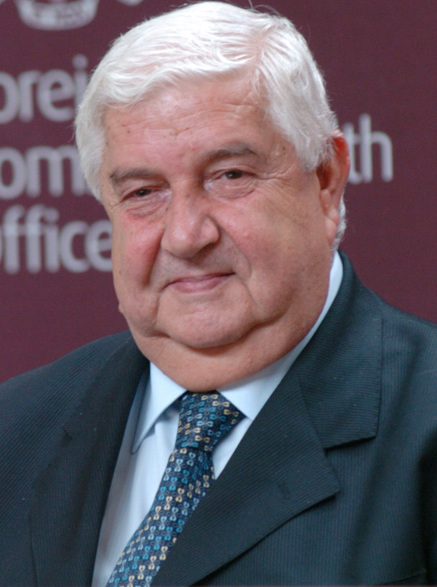
Walid al-Muallim (2009)

Walid al-Muallim, auch Walid Muallem (arabisch وليد المعلم, DMG Walīd al-Muʿallim, * 13. Januar 1941 in Damaskus; † 16. November 2020 ebenda), war ein syrischer Diplomat. Er war von 2006 bis 2020 Außenminister der Arabischen Republik Syrien.

## Leben
Al-Muallim besuchte von 1948 bis 1960 die Schule und schloss diese mit dem Abitur ab. In Kairo studierte er Wirtschaftslehre und absolvierte das Studium 1963 mit dem Bakkalaureat. 1964 begann seine Tätigkeit für das syrische Außenministerium. Er gehörte zum diplomatischen Korps in verschiedenen Ländern.
Von 1975 bis 1980 war al-Muallim syrischer Botschafter in Rumänien, von 1990 bis 1999 in den Vereinigten Staaten. In dieser Zeit nahm al-Muallim an den Friedensverhandlungen zwischen Syrien und Israel teil. Im Jahr 2000 wurde er Assistent des syrischen Außenministers, 2005 dessen Stellvertreter. Am 11. Februar 2006 ernannte ihn Präsident Baschar al-Assad zum Außenminister; seit 2012 war er zudem stellvertretender Ministerpräsident.
Al-Muallim war verheiratet und hatte drei Kinder.